# Těšice (přírodní památka)
Těšice je přírodní památka poblíž obce Dolní Těšice v okrese Přerov. Oblast spravuje Agentura ochrany přírody a krajiny ČR. Důvodem ochrany je bažinatá louka s vlhkomilnou květenou. Přírodní památka Těšice byla zřízena 4. července 1956 na území o výměře 15,5 ha.
Přírodní památku tvoří tříramenná niva meandrujícího Nihlovského potoka a přilehlé svahy s vlhkou loukou a remízekm mezi Horními a Dolními Těšicemi. Jedná se o významný krajinotvorný prvek v zemědělsky intenzivně využívané krajině.
PP Těšice má význam především z botanického hlediska. Břehové porosty potoka tvoří vegetace, která představuje zbytky původní hájové květeny. Na území přírodní památky bylo při floristickém průzkumu zjištěno 167 druhů vyšších rostlin. Byl zde doložen výskyt tří ohrožených druhů: upolín nejvyšší (Trollius altissimus), lilie zlatohlávek (Lilium martagon) a kruštík modrofialový (Epipactis purpurata).
Dále zde hnízdí 43 druhů ptáků a území je lovištěm mnoha dalších např. čáp bílý (Ciconia ciconia). Vyskytují se zde také ohrožené druhy obojživelníků a plazů slepýš křehký (Anguis fragilis), užovka obojková (Natrix natrix), ropucha obecná (Bufo bufo) a další.